# جول السمر (حجر)
'

تعديل مصدري - تعديل

جول السمر هي إحدى قرى عزلة الجول بمديرية حجر التابعة لمحافظة حضرموت، بلغ تعداد سكانها 127 نسمة حسب تعداد اليمن لعام 2004.